# Guillaume-Joseph Roques
Guillaume-Joseph Roques (1757 Toulouse – 1847 tamtéž) byl francouzský novoklasicistický a romantický malíř.
Učil na Královské Akademii Umění v Toulouse a mezi jeho žáky patřil i Jean Auguste Dominique Ingres. Byl to plodný umělec a jeden z největších představitelů novoklasicismu mimo centrum zájmu v Paříži, ačkoliv později inklinoval spíše k romantismu).
Mezi jeho nejvýznamnější obrazy patří kopie obrazu Jacques-Louise Davida Smrt Marata (1793) a série prací zahrnující život Panny Marie, v letech 1810–1820 maloval pro pěvecký církevní sbor Notre-Dame de la Daurade v Toulouse.